# Kamionka (gmina w powiecie sokólskim)
Kamionka (ros. Каменковская волость, lit. Kamionkos valsčius) – dawna gmina wiejska (włość) istniejąca w latach 1861–1915 na Białostocczyźnie. Siedzibą gminy były początkowo Stara Kamionka, a następnie Janowszczyzna.

## Imperium Rosyjskie
Gmina zbiorowa Kamionka powstała w wyniku reformy struktur administracyjnych państwa rosyjskiego w 1861 roku. Była częścią powiatu sokólskiеgo należącego (od 1843) do guberni grodzieńskiej. W 1890 roku gmina Kamionka obejmowała 63 miejscowości i zamieszkiwało ją 6950 osób.

## I wojna światowa
Podczas I wojny światowej gmina wraz z powiatem sokólskim należała do okupowanego przez Niemcy Ober-Ostu (w okręgu Białystok). W przeciwieństwie do innych powiatów byłej guberni grodzieńskiej, gdzie w dużej mierze zachowano podział na rosyjskie gminy zbiorowe, powiat sokólski podległ kompletnej transformacji na szczeblu gminnym. Spośród jego oryginalnych 13 gmin zachowała się tylko jedna, a w ich miejsce utworzono 11 nowych gmin o zupełnie innych granicach. W związku z tym, gmina Kamionka została zniesiona, a jej obszar wszedł w skład nowo utworzonych gmin Sokółka, Szudziałowo i Czarna Wieś. Podział ten zachowano, kiedy powiat sokólski przeszedł w sierpniu 1919 pod administrację polską.